# Jonathan Grudin
| Geburtsdatum   | 31. Dezember 1949, Boulder, Colorado |
| Nationalität   | USA |
| Alma Mater     | * Reed College - Purdue University - UCSD |
| Bekannt für    | Grudin Zahl, Grudin Paradox |
| Auszeichnungen | * ACM SIGCHI CHI Academy, ACM Fellow - CSCW Lasting Impact Award |
| Fachgebiet     | Mensch-Computer-Interaktion |
| Institutionen  | * Microsoft Research - University of Washington, Information School - UC Irvine - Wang Laboratories - Universität Aarhus - Microelectronics and Computer Technology Corporation |

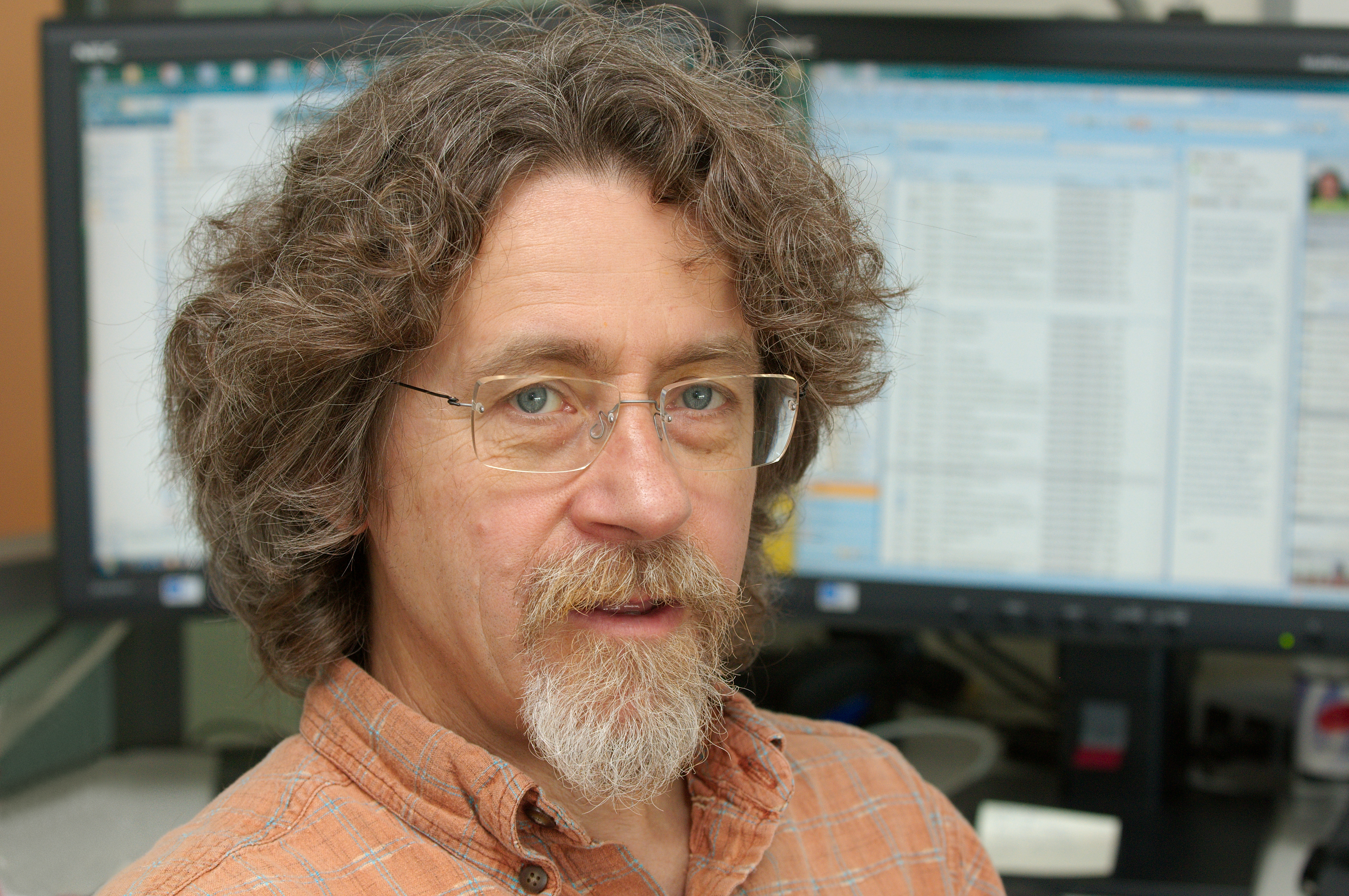
Jonathan Grudin in seinem Büro bei Microsoft Research im Jahr 2009

Jonathan Grudin (* 31. Dezember 1949 in Boulder, Colorado, USA) ist leitender Designforscher bei Microsoft und Lehrbeauftragter an der Information School der University of Washington in den Bereichen Mensch-Computer-Interaktion (HCI) und Computer Supported Cooperative Work (CSCW). Grudin zählt zu den Pionieren im Bereich CSCW. Er hat über die Publikationskultur und die Geschichte des HCI verschiedene Werke veröffentlicht. Sein Buch From Tool to Partner, The Evolution of Human-Computer Interaction wurde 2017 veröffentlicht.

## Karriere
Vor seiner Tätigkeit bei Microsoft Research war Grudin von 1991 bis 1998 Professor für Information und Informatik an der University of California, Irvine. Seine Karriere erstreckte sich zuvor über zahlreiche Institutionen. Er arbeitete bei Wang Laboratories als Software-Ingenieur (1974–1975 und 1983–1986). Er war Gastwissenschaftler in den Laboren für Psychologie und künstliche Intelligenz am MIT (1976–1979) und NATO-Postdoc-Stipendiat in der Abteilung für angewandte Psychologie des Medical Research Council (heute bekannt als Cognition and Brain Sciences Unit (1982–1983)). Von 1986 bis 1989 arbeitete er bei der Microelectronics and Computer Technology Corporation. Danach hatte er eine Anzahl von Fakultätspositionen (einschließlich Gastprofessuren) an der Universität Aarhus (1989–1991), der University of California, Irvine (1991–1998), der Keio University (1995) und der Universität Oslo (1997) inne.
Von 1997 bis 2003 war er Chefredakteur von ACM Transactions on Computer-Human Interaction (TOCHI), einer renommierten Zeitschrift auf dem Gebiet der HCI. Grudin wurde 2004 in die ACM SIGCHI CHI Academy aufgenommen. Im Jahr 2012 wurde er zum ACM Fellow für "Beiträge zur Mensch-Computer-Interaktion mit Schwerpunkt auf computergestützter kooperativer Arbeit" ernannt. Er hat einen Bachelorabschluss in Mathematik und Physik vom Reed College (1972), einen Master in Mathematik von der Purdue University und einen Ph.D. in Kognitionspsychologie von der University of California, San Diego (1981).